# Вознесення (Архангельська область)
Вознесення (рос. Вознесенье) — село в Приморському районі Архангельської області Російської Федерації.
Населення становить 446 осіб. Входить до складу муніципального утворення Островне поселення.

## Історія
Від 2004 року входить до складу муніципального утворення Островне поселення.

## Населення
| 2002 | 2010 | 2012 |
| ---- | ---- | ---- |
| 485  | ↘377 | ↗446 |